# Charles Winter
Charles Henry Winter (Filadélfia, 17 de fevereiro de 1890 - Wilmington (Delaware), 25 de janeiro de 1969) foi um jogador de críquete e engenheiro químico americano.
Charles Henry Winter foi jogador do extinto Philadelphian cricket team